# Cattedrale di Sant'Agapito martire
La chiesa di Sant'Agapito martire è la cattedrale della sede suburbicaria di Palestrina. Ha la dignità di basilica minore.

## Storia
La chiesa ha origini molto antiche. Trae le sue fondamenta su quello che doveva essere il tempio pagano dedicato a Giove Imperatore, all'interno del foro di Praeneste. Nell'898 vennero qui traslate le reliquie di sant'Agapito martire, fino ad allora conservate all'interno della Basilica cimiteriale extramoenia delle Quadrelle. L'edificio fu poi ampliato dall'allora vescovo diocesano Conone, con la creazione delle due navate laterali e la realizzazione della cripta sottostante l'area presbiteriale. La Basilica venne solennemente consacrata il 16 dicembre 1117 da papa Pasquale II.
Questa preziosa fabbrica dovette subire le vicissitudini storiche che coinvolsero Palestrina ed i suoi signori Colonna con il papato. La città subì ben due distruzioni, la prima nel 1298 per volere di Bonifacio VIII, che fortunatamente risparmiò la cattedrale, e la seconda per volere di Eugenio IV nel 1437, che le cronache segnalano come più violenta e consistente.. Sicuramente questa distruzione, operata per mano del cardinale Giovanni Vitelleschi, distrusse parte del campanile, asportò il portale e tutte le reliquie di sant'Agapito che il cardinale portò nella sua città natale di Corneto, attuale Tarquinia. Solo più di un secolo dopo, per intercessione del cardinale Marcantonio Colonna e di papa Sisto V tornarono in parte a Palestrina, conservate nel pregevole busto in argento e pietre preziose che viene portato in processione durante la solennità in onore di sant'Agapito il 18 agosto.
Molti, negli anni a seguire, gli interventi e i restauri che subì la cattedrale, fino agli ultimi avvenuti nel 1886, che hanno dato il volto alla cattedrale che vediamo oggi.

## Descrizione

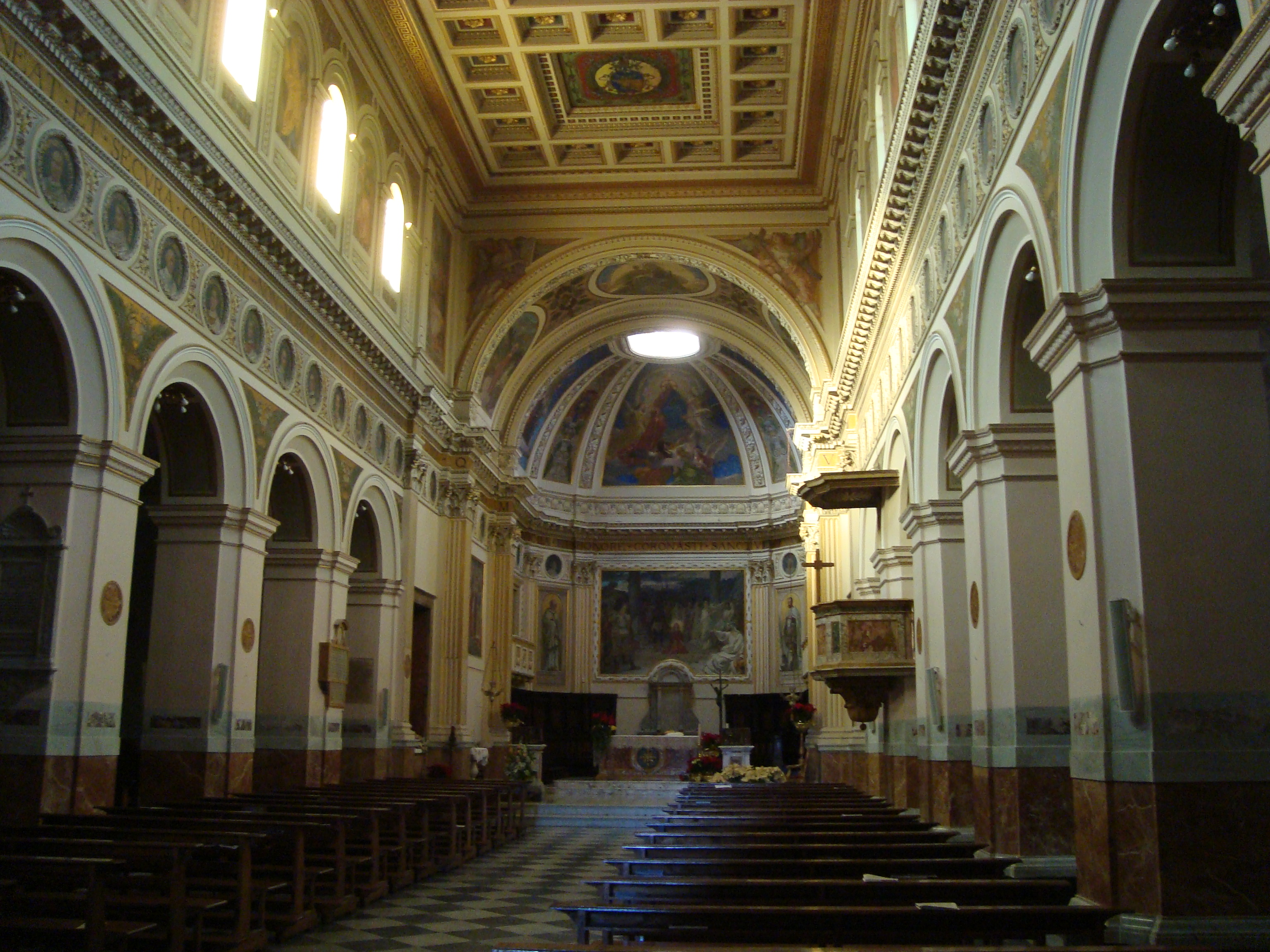
L'interno

La facciata conserva il timpano romanico nella sua parte superiore, mentre il portale di marmo del 1503 reca, a sinistra, lo stemma del cardinale Girolamo Bassi della Rovere, al centro Agapito con la palma del Martirio, a destra lo stemma della famiglia Colonna. La facciata conserva tracce di un'antica meridiana di epoca romana.
L'interno è a tre navate divise da pilastri, con cappelle laterali. La parte superiore della navata centrale è decorata con dei medaglioni che ritraggono le effigi dei vescovi prenestini, mentre tra le finestre sono raffigurati alcuni santi e martiri della città.
La chiesa ospita significative opere d'arte, tra le quali la raffigurazione della Decapitazione di Sant'Agapito di Carlo Saraceni nella cappella terminale della navata di destra, la Crocifissione con Maria e San Lorenzo di Girolamo Siciolante da Sermoneta all'interno della cappella di San Lorenzo e, sempre dello stesso autore, un tronetto ligneo raffigurante il Salvatore, conservato nel Battistero. Sugli altari minori, ai due lati del presbiterio, sono due tele ovali di Giovanni Odazzi raffiguranti Sant'Ildefonso e l'Estasi di Santa Teresa.
La chiesa ospita diverse tele di autori del Seicento e Settecento, mentre nella zona dell'altare maggiore vi sono affreschi e dipinti del Bruschi che ritraggono episodi della vita e del martirio di sant'Agapito (XIX secolo). Nella navata di sinistra vi è una copia in gesso della Pietà di Palestrina di Michelangelo, mentre una tavola del Cinquecento è conservata nella cappella del Crocifisso.
Gli affreschi dell'area presbiteriale sono stati realizzati da Domenico Bruschi e raffigurano le scene della vita e del martirio di sant'Agapito.
Sulla cantoria in controfacciata si trova l'organo a canne Mascioni opus 842, costruito nel 1964; a trasmissione elettrica, dispone di 26 registri su due manuali e pedale.
Nella cripta sono visibili i resti delle preesistenze di epoca romana, in fase di restauro.